# مغيرة بن مقسم الضبي
مغيرة أو مغيرة بن مقسم يعرف أيضا بـمغيرة، أو المغيرة، اسمه: مغيرة بن مقسم الضبي مولاهم، الكوفي الأعمى الفقيه، كنيته: أبو هشام، يوصف بـالإمام العلامة الثقة، من فقهاء التابعين بالكوفة، تابعي من صغار التابعين، ومن رواة الحديث، كان من أئمة الفروع، ذكره أبو إسحاق الشيرازي في طبقات الفقهاء. كان من فقهاء أصحاب إبراهيم وكان أعمى. ويعد من الثقات.

## روايته
حدث عن أبي وائل ومجاهد وإبراهيم النخعي والشعبي وعكرمة وأم موسى سرية علي رضي الله عنه وأبي رزين الأسدي ونعيم بن أبي هند ومعبد بن خالد وعبد الرحمن بن أبي نعم وأبي معشر زياد بن حبيب والحارث العكلي وسعد بن عبيدة وسماك بن حرب وآخرون.
روى عنه سليمان التيمي أحد التابعين وشعبة والثوري وزائدة وزهير وأبو عوانة وهشيم وإبراهيم بن طهمان وإسرائيل والحسن بن صالح وسعير بن الخمس ومفضل بن مهلهل وأبو الاحوص وجرير بن عبد الحميد وأبو بكر بن عياش وخالد بن عبد الله الطحان وعمر بن عبيد وعبثر بن القاسم والمفضل بن محمد النحوي ومنصور بن أبي الأسود ومحمد بن فضيل وغيرهم.

### من روايته
قال ابن ماجه في سننه: «حدثنا يعقوب بن إبراهيم الدورقي حدثنا هشيم عن مغيرة عن شباك عن إبراهيم عن علقمة قال قال عبد الله قال رسول الله ﷺ: "إن من أعف الناس قتلة أهل الإيمان"». تابعه شعبة عن مغيرة وأخرجه أبو داود عن زياد.

## فقهه
يعد من أعلام الفقه، ذكره أبو إسحاق الشيرازي في طبقات الفقهاء في الطبقة الثالثة من فقهاء التابعين بالكوفة. وذكر ابن سعد في الطبقات في ترجمة الحارث العلكي ما نصه: «عن هشيم قال: أخبرنا مغيرة قال كان الحارث العكلي وابن شبرمة يتذاكران القضاء بعد العشاء الآخرة، فكان يمر بهم أبو المغيرة فيقول بهذه الساعة أما يكفيكم ما يكون منكم في النهار حتى تذكروه بهذه الساعة أيضا؟». قال فضيل بن غزوان كنا نجلس أنا وابن شبرمة والحارث بن يزيد العكلي والمغيرة والقعقاع بن يزيد بالليل نتذاكر الفقه فربما لم نقم حتى نسمع النداء بالفجر.

## وفاته
قال ابن نمير وأحمد مات سنة ثلاث وثلاثين ومائة وقال ابن معين سنة أربع وثلاثين.